# Castelo de Meudon

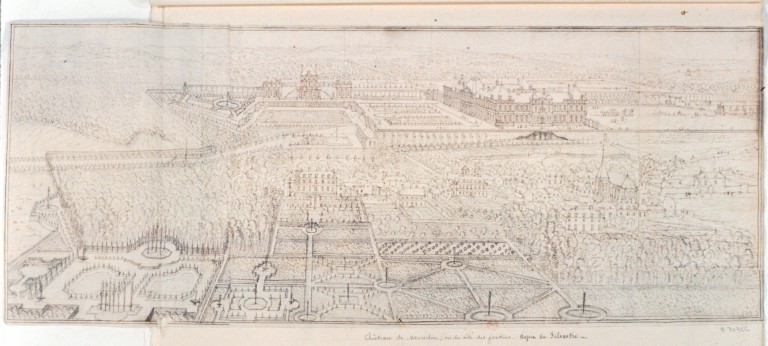
O Château de Meudon, visto a partir dos jardins, numa gravura do século XVII

O Château de Meudon foi um palácio da França, localizado na comuna de Meudon, Ilha de França, actualmente uma comuna suburbana a Oeste de Paris. Foi residência de Louvois e, mais tarde, do Luís, Grande Delfim de França. 
Situado entre Paris e Versalhes, no coração de uma abundante reserva de caça e gozando de uma topografia ideal para a criação de vastos jardins, o palácio beneficiou de renovações sumptuosas por parte dos seus sucessivos proprietários. O local onde se situava, sobre a aresta de um planalto arborizado, oferecia vistas sobre o Sena e Paris.
Incendiado em 1795 e novamente em 1871, o palácio foi transformado, em 1876, em observatório, o qual foi sendo progressivamente unido ao Observatório de Paris, após a Primeira Guerra Mundial.

## História

### O Château renascentista

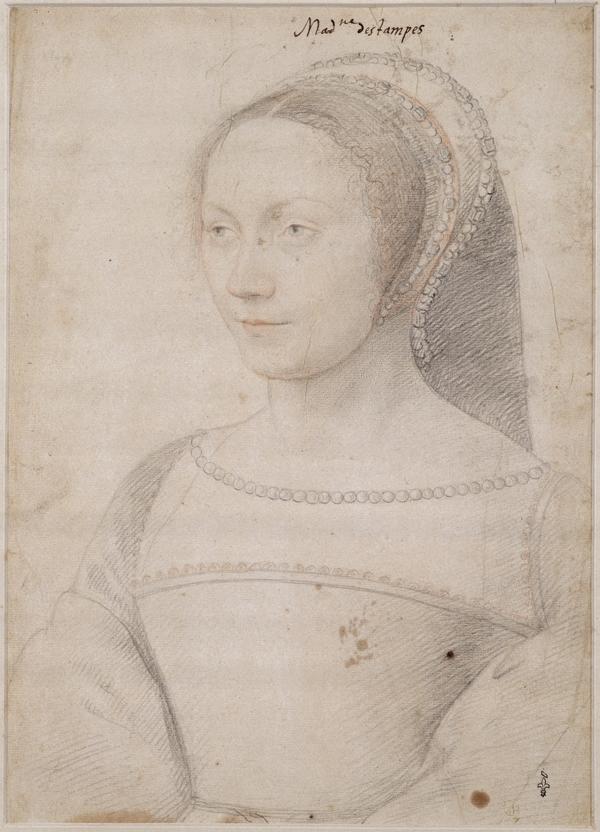
Anne de Pisseleu

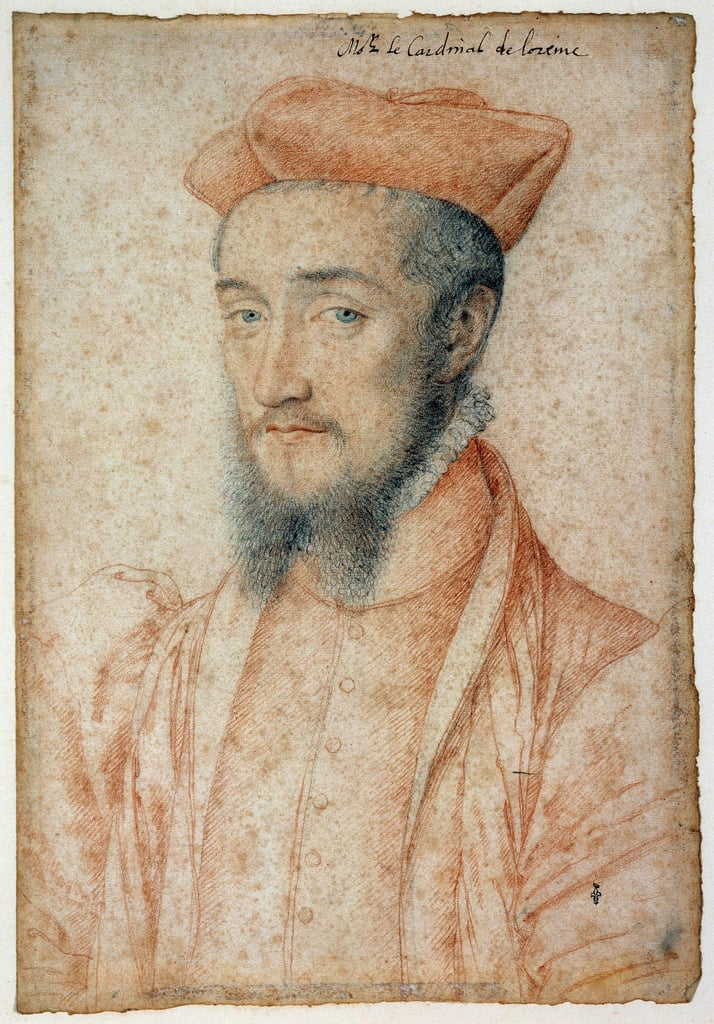
Carlos de Guise, Cardeal de Lorena (cerca de 1555), atelier de François Clouet

Existem poucas fontes de informação sobre as origens do Château de Meudon, à parte alguns nomes de senhores a partir do século XII e a referência a um "solar do Vale de Meudon" no século XIV.
O feudo de Meudon foi comprado em 1426 por Guillaume Sanguin, camareiro de Carlos VII e tesoureiro do Duque da Borgonha. O solar viria a ser demolido em 1520 por Antoine Sanguin, o qual fez construir um corps de logis, quadrado, em tijolo e pedra, de um andar com cúmulos e lucarnas trabalhadas. Este edifício era alegrado à italiana, com pilastras, faixas e enquadramentos de pedra. Antoine Sanguin transmitiu a posse do palácio, em 1527, à sua sobrinha, Anne de Pisseleu, amante de Francisco I. Para melhor alojar a sua amante, o monarca providenciou o acrescento de dois pavilhões quadrados e de duas alas em volta, terminadas por dois pavilhões idênticos. Estas ampliações respeitaram o estilo do corps de logis. No estilo do Château d'Écouen foram acrescentadas aos pavilhões pequenas torres de ângulo em sacada.

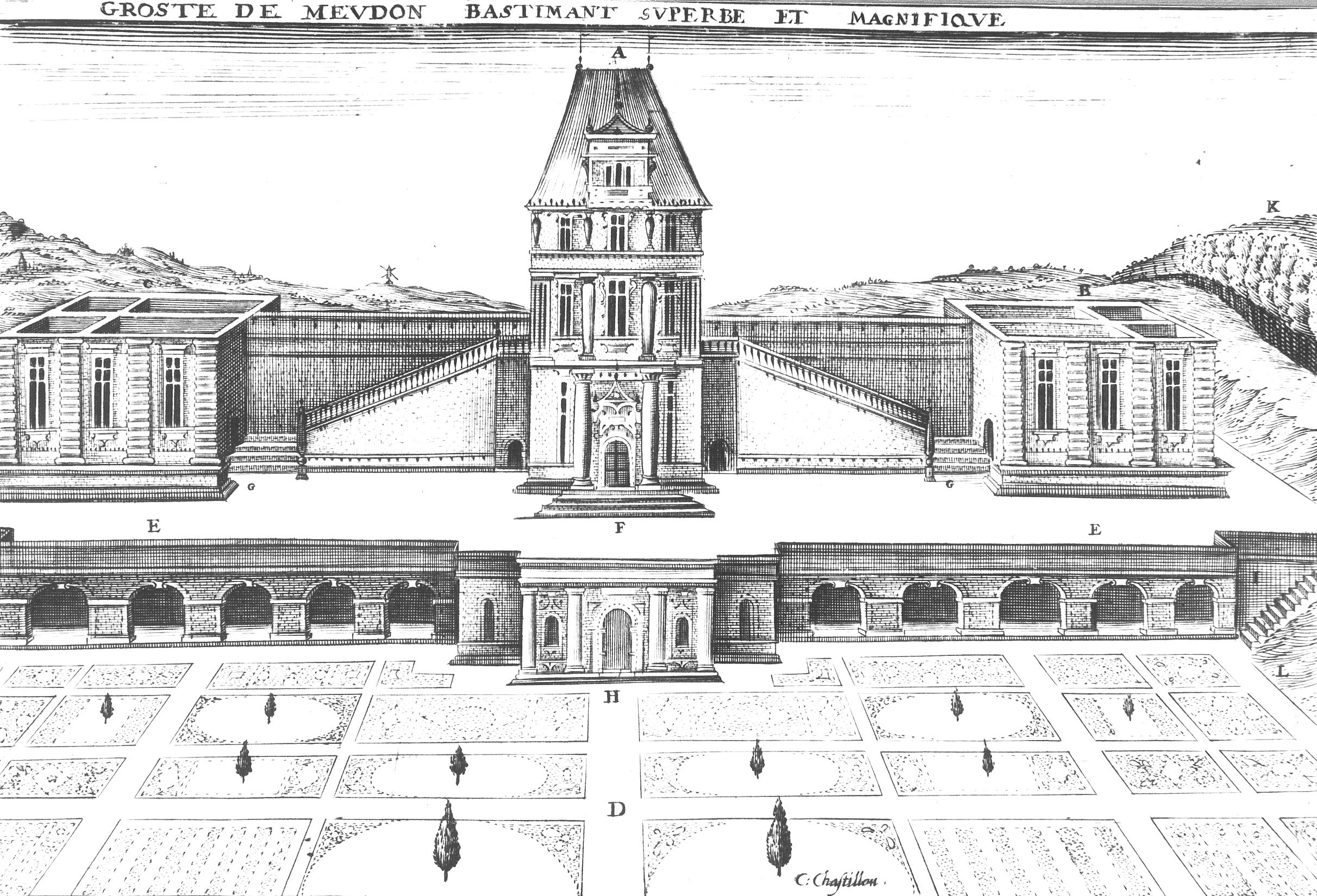
A gruta de Meudon

Depois da morte de Francisco I, Anne de Pisseleu, caída em desgraça, teve que vender o domínio de Meudon, em 1552, a Carlos de Guise (1524-1574). O Cardeal de Lorena transformou, então, a sua residência, inspirando-se em modelos italianos. Fez duplicar as alas do lado do pátio com uma galeria e terraço, segundo desenhos de Primatice. Os interiores foram decorados com cenas do Concílio de Trento, por Taddeo e Federico Zuccari. Jardins em terraço e uma orangerie (espécie de estufa) foram criados em volta de pequenos edifícios, entre os quais um pequeno palácio de fantasia dedicado às ninfas e às musas e, sobretudo, uma gruta edificada segundo os planos de Primatice entre 1552 e 1560. Esta constituía um pequeno palácio sobre uma fundação formada por arcadas. Três pavilhões, apoiados contra o declive, misturam os estilos italiano e francês. O pavilhão central abrigava a gruta decorada com mosaicos, conchas, corais e majólicas, tendo sido Primatice o seu mestre de obras. No andar do pavilhão central foram expostas antiguidades. Esta gruta conheceu um sucesso imediato e seria louvada por Pierre de Ronsard no seu Chant pastoral sur les nopces de Mgr. Charles, duc de Lorraine et Madame Claude, fille II du roy (Canto pastoral sobre as núpcias de Mgr. Charles, Duque de Lorena e Madame Claude, filha II do rei). Um dos pavilhões laterais portaria, de resto, o nome do poeta.

### Uma joia do classicismo

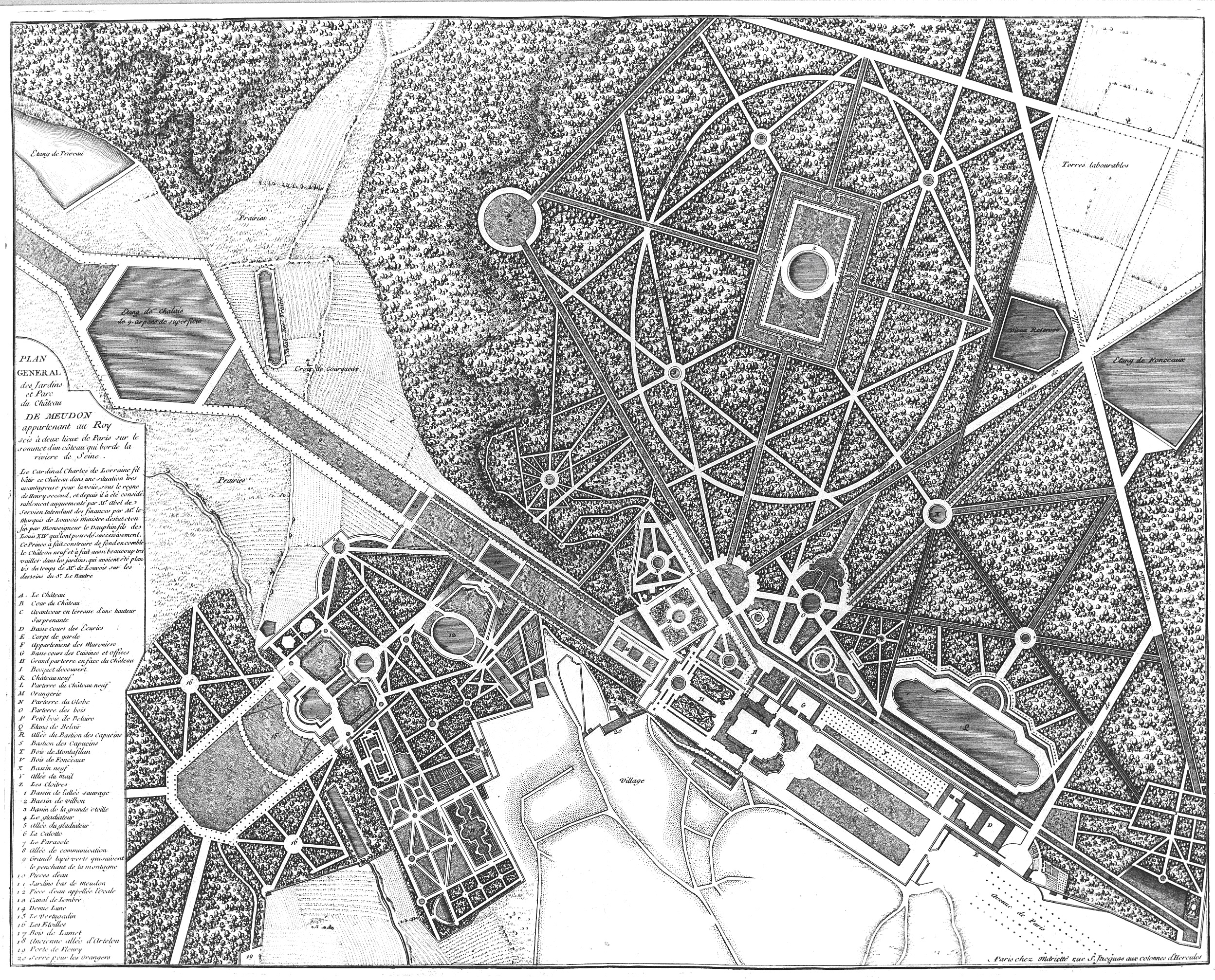
O parque e os jardins do Château de Meudon.

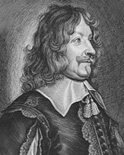
Abel Servien

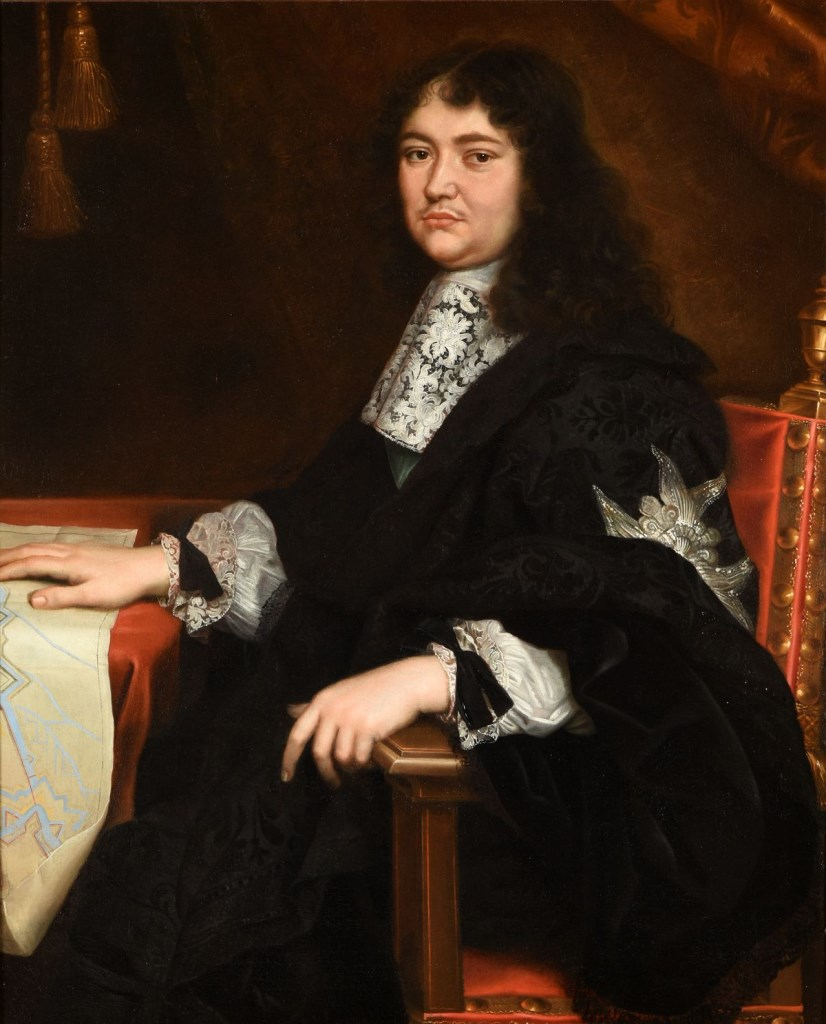
Louvois

À morte do Cardeal de Lorena, o palácio manteve-se na posse da família de Guise. Este foi pilhado durante as Guerras da religião francesas e, mais tarde, sob a Fronda. Foi resgatado em 1654 por Abel Servien, superintendente das finanças, o qual tomou o título de Barão de Meudon. Este proprietário encomendou grandes obras de embelezamento a Louis Le Vau. O palácio foi ricamente mobilado e decorado. O anterior corpo central foi substituído por um pavilhão octogonal coroado por um alto tecto em pirâmide truncada com um vasto terraço na sua cobertura: a calotte de Meudon (calota de Meudon), de onde se podia admirar os jardins. Esta tinha acesso por uma grande escadaria de dupla rotação. O primeiro andar abrigava um grande salão de cúpula aberta sobre os jardins, no estilo do Château de Vaux-le-Vicomte. Servien fez edificar um vasto terraço sobre o anterior pátio e começou a traçar o parque: foi aberta uma alameda central cruzada por tanques e lagos. Este conjunto foi concluído em 1656. Servien morreu em 1659, arruinado. O seu filho viu-se obrigado a vender o domínio de Meudon, a Louvois, em 1679.
Para o poderoso ministro a situação de Meudon era ideal, devido à proximidade a Versalhes e a Chaville, onde se encontrava a propriedade familiar. Lançou-se, então, numa série de renovações grandiosas. Louvois enriqueceu a fachada do palácio com bustos e balcões sobre colunas. Arranjou sumptuosamente o interior. Fez colocar apainelamentos em 1684. Nos remates das portas foram instaladas pinturas de flores ao estilo de Jean-Baptiste Monnoyer, um gabinete apresentando miniaturas dos bosques de Versalhes. A grande galeria que ocupava a ala direita foi ornada com doze telas de Van der Meulen sobre as grandes batalhas do reino. Louvois fez realizar vastos trabalhos hidráulicos para alimentar os planos de água od parque. O parque alto foi perfurado e André Le Nôtre trabalhou entre 1679 e 1681 nos jardins. Criou novos bosques e tanques, em particular nos jardins altos, e o parterre em frente da gruta. Em 1695 a viúva de Louvois trocou com o Grande Delfim o Château de Meudon pelo Château de Choisy. O palácio iria agora conhecer o seu período mais brilhante.

### A idade de ouro do Château

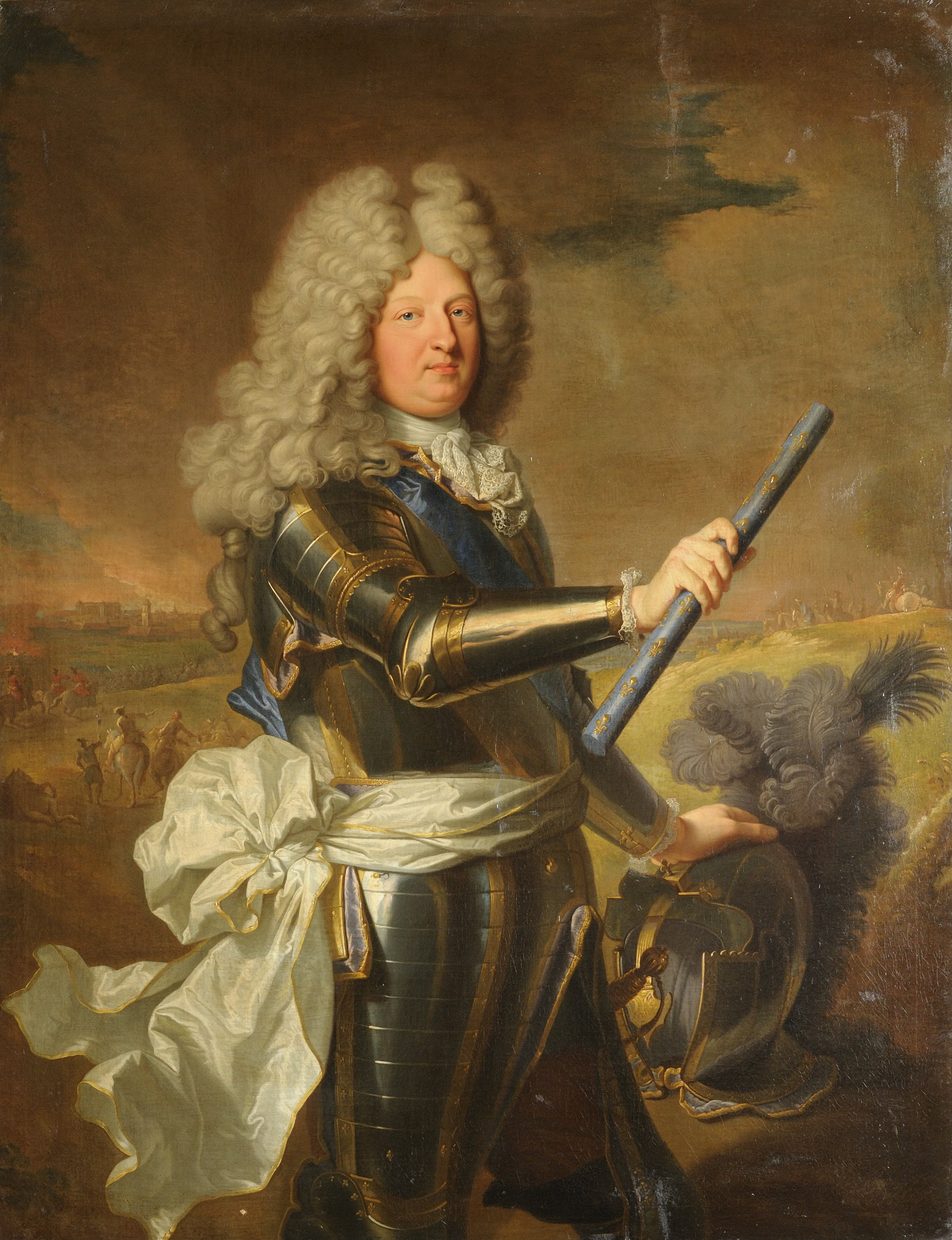
Monseigneur, o Grande Delfim.

O Grande Delfim fez redecorar os salões ao seu gosto. O filho de Luís XIV deixou exprimir em Meudon o seu temperamento de artista e as suas próprias concepções artísticas rompendo com os aspectos grandiosos do estilo Luís XIV. Foram utilizados pela primeira vez lambris de madeira e carvalho dourado e envernizado, precursores do Estilo Regência. 

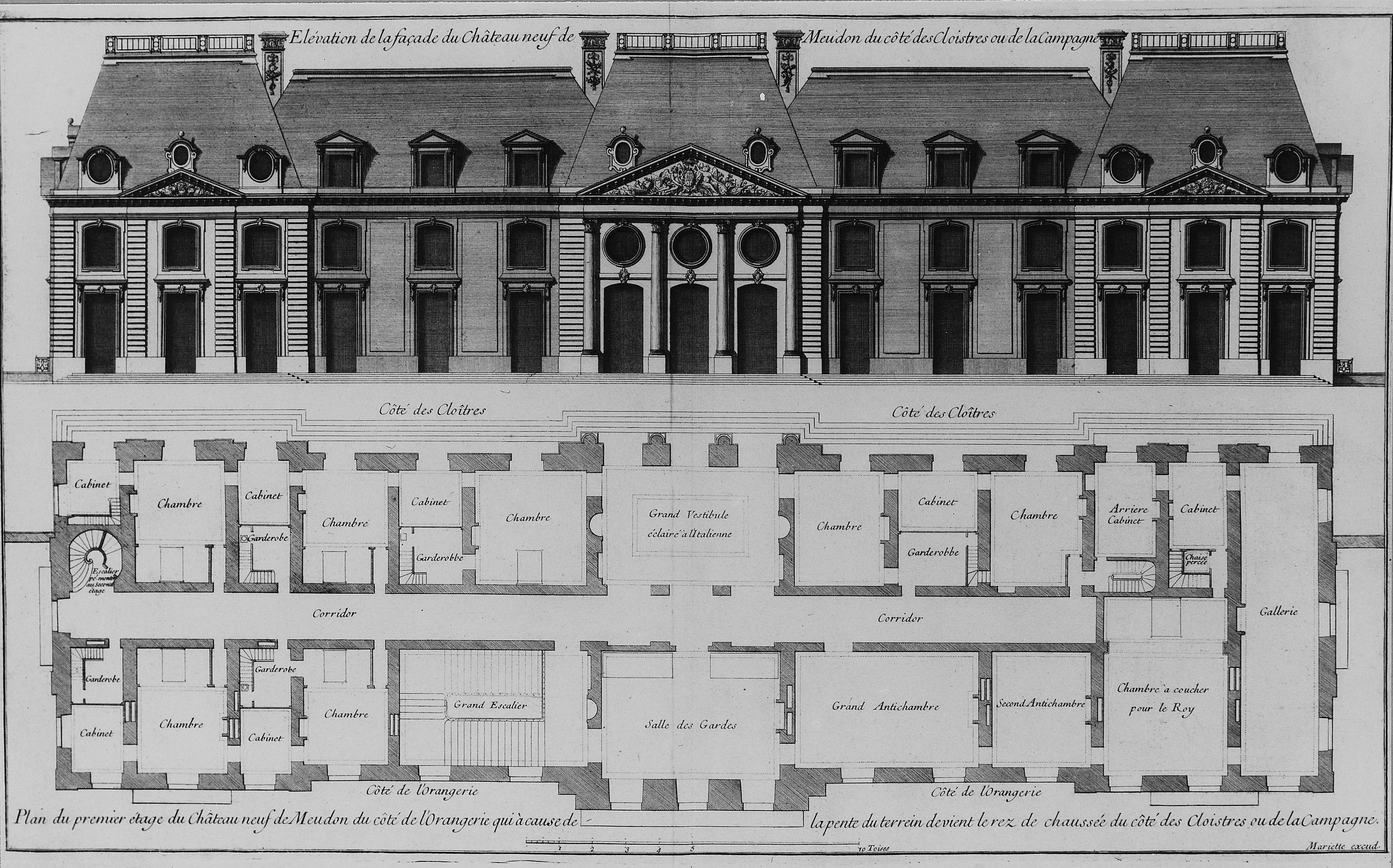
Fachada e planta do primeiro andar do château novo.

O Delfim reuniu em Meudon as suas ricas colecções, as quais rivalizavam com as do próprio Rei: vasos de ágata, tecidos das Índias, tapeçarias dos Gobelins, porcelanas da China, quadros de grandes mestres e, sobretudo, a sua colecção de gemas. De humor oscilante, não hesitou em mandar decorar certas salas várias vezes. Chegou mesmo a ocupar quatro apartamentos diferentes no palácio ao longo de ampliações sucessivas. O Delfim gostava de rodear-se pelos seus amigos em Meudon, artistas e cortesãos. Alojou ali, igualmente, a sua amante, Mademoiselle de Choin, a fée de Meudon (fada de Meudon), a qual era a alma do domínio. Tal como o seu pai fazia no Château de Marly, Luís de França gostava de encontrar em Meudon um ambiente mais descontraído e caloroso, junto de uma companhia escolhida. Para acolher este numeroso conjunto, o Delfim teve que empreender vastos trabalhos de ampliação. Em primeiro lugar fez abrir uma série de apartamentos em sótãos, mas isso era insuficiente. Em 1702 fez construir a ala dos castanheiros, a qual se ligava ao palácio por uma galeria suspensa. Mandou mobilar, no rés-do-chão, um apartamento de recepção com uma simplicidade surpreendente, a qual cortava com a pompa do Palácio de Versalhes. Fez construir novas áreas de serviço que ainda são visíveis. Confiou, igualmente, a Jules Hardouin-Mansart a construção de uma capela. Antoine Coypel, amigo do Delfim, pintou os quadros do altar. As esculturas foram realizadas por Noêl Jouvenet, François Lespingola e Jean Hardy.

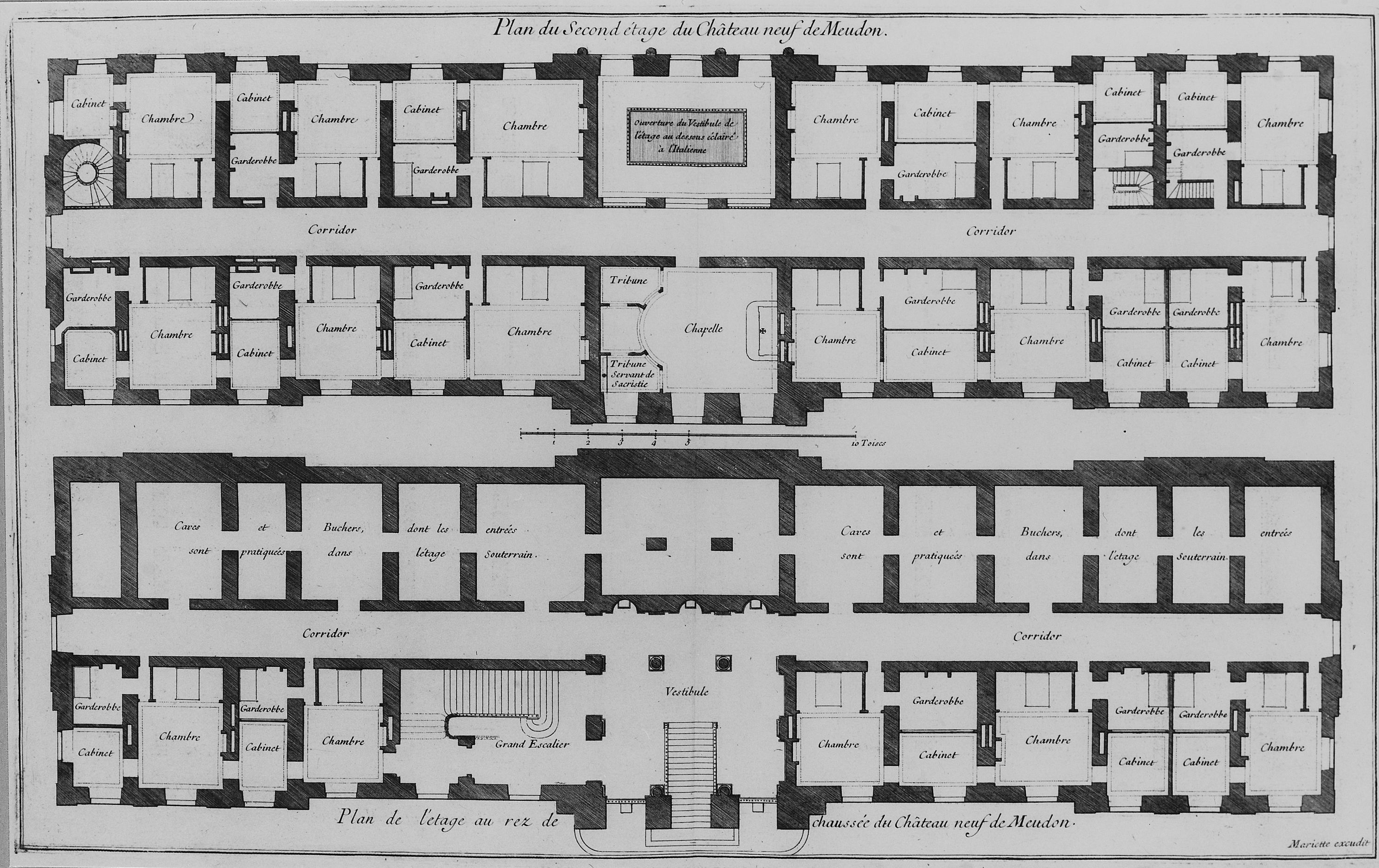
Disposição das salas do Château de Meudon, a qual constituía uma novidade.

Em 1705 faltava sempre espaço. O Delfim decidiu demolir a gruta, a qual passara de moda, e mandou construir um novo palácio, o château neuf (palácio novo). A sua realização, na qual colaboraram Mansart e Luís XIV, foi confiada aos empreendedores da Capela do Château de Versalhes. O palácio novo possuía dois andares sobre o parque e quatro sobre o antigo parterre da gruta. Compunha-se de três pavilhões coroados por tectos com terraços, ligados por um corps de logis um pouco mais baixo. Esta sóbria arquitectura era enriquecida por esculturas sobre os pavilhões laterais e anjos, apoiando as armas do Delfim, sobre o pavilhão central. Era sobretudo a disposição interior que constituía a inovação principal do edifício. Fileiras de apartamentos abriam-se sobre um grande corredor central, servindo grandes salas de reunião. A decoração interior, que punha em destaque as colecções do Delfim, era composta por lambris envernizados ou pintados com cores claras, realçados por dourados. O palácio foi admirado por toda a Europa e lançou um novo estilo. Sobre as ruínas do palácio novo foi construído o actual edifício da grande cúpula do Observatório de Paris.
Os jardins não permaneceram. O Delfim adquiriu, em 1696, o domínio de Chaville. Este era constituído por uma vasta reserva de caça, onde ele e o seu pai, que gostava de Meudon, praticavam a veneria (caça a cavalo, com grandes matilhas de cães). O parque de Meudon foi, assim, ligado ao de Versalhes. Foram efectuados numerosos embelezamentos nos jardins. Luís XIV comprazia-se ao aconselhar o seu filho na matéria. Chegou mesmo a redigir uma Manière de montrer Meudon (Maneira de mostrar Meudon) seguindo o modelo do seu texto redigido para Versalhes (Manière de montrer les jardins de Versailles).

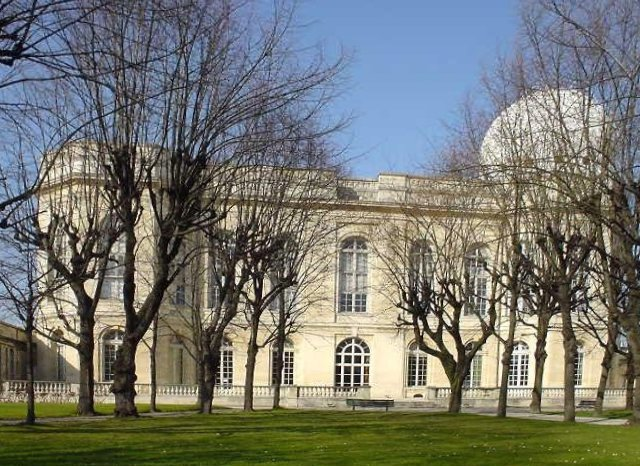
O Observatório de Paris, construído no local do Château Neuf de Meudon.

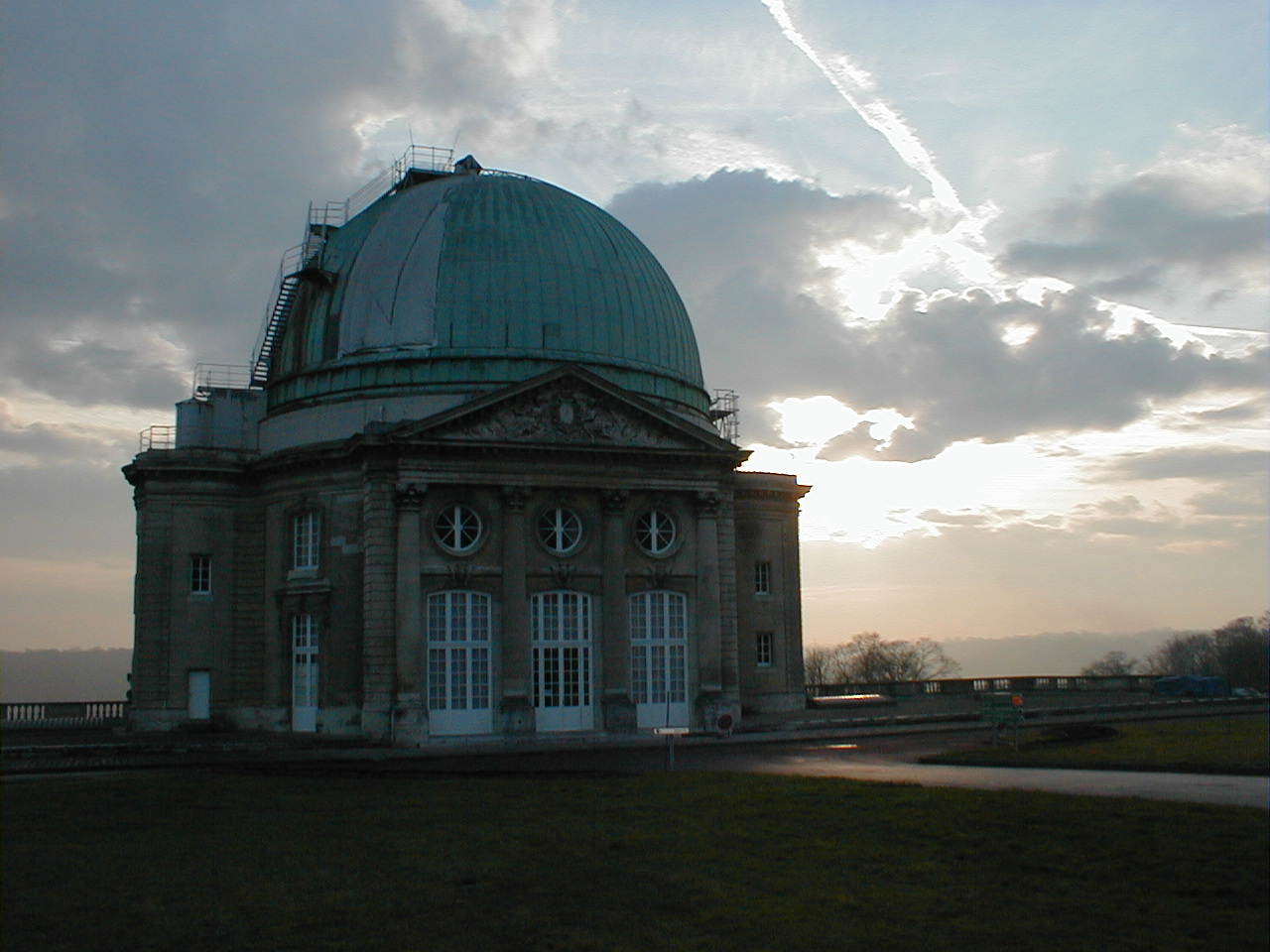
O grande óculo do observatório, construído sobre as ruínas do Château Neuf de Meudon.

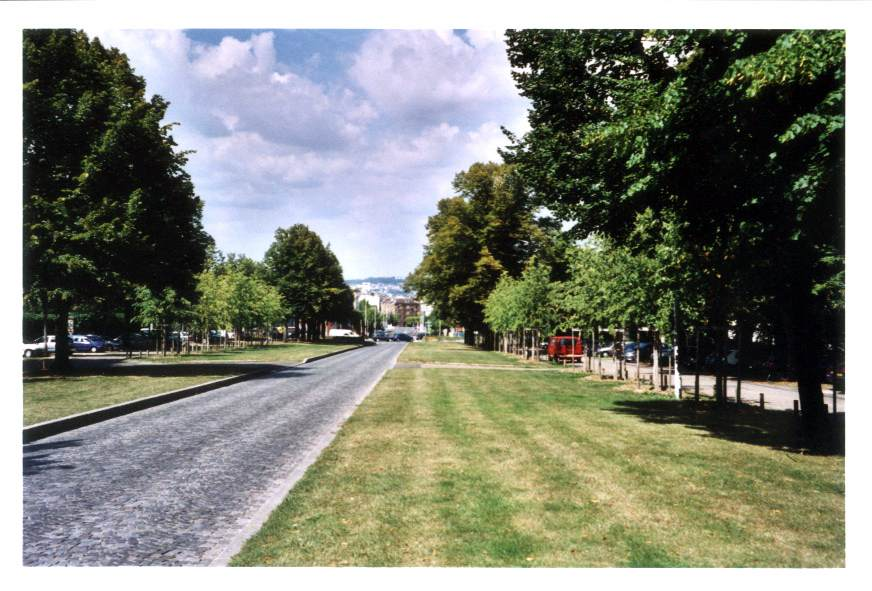
A Avenida do Château, em Meudon.

### Declínio e destruições

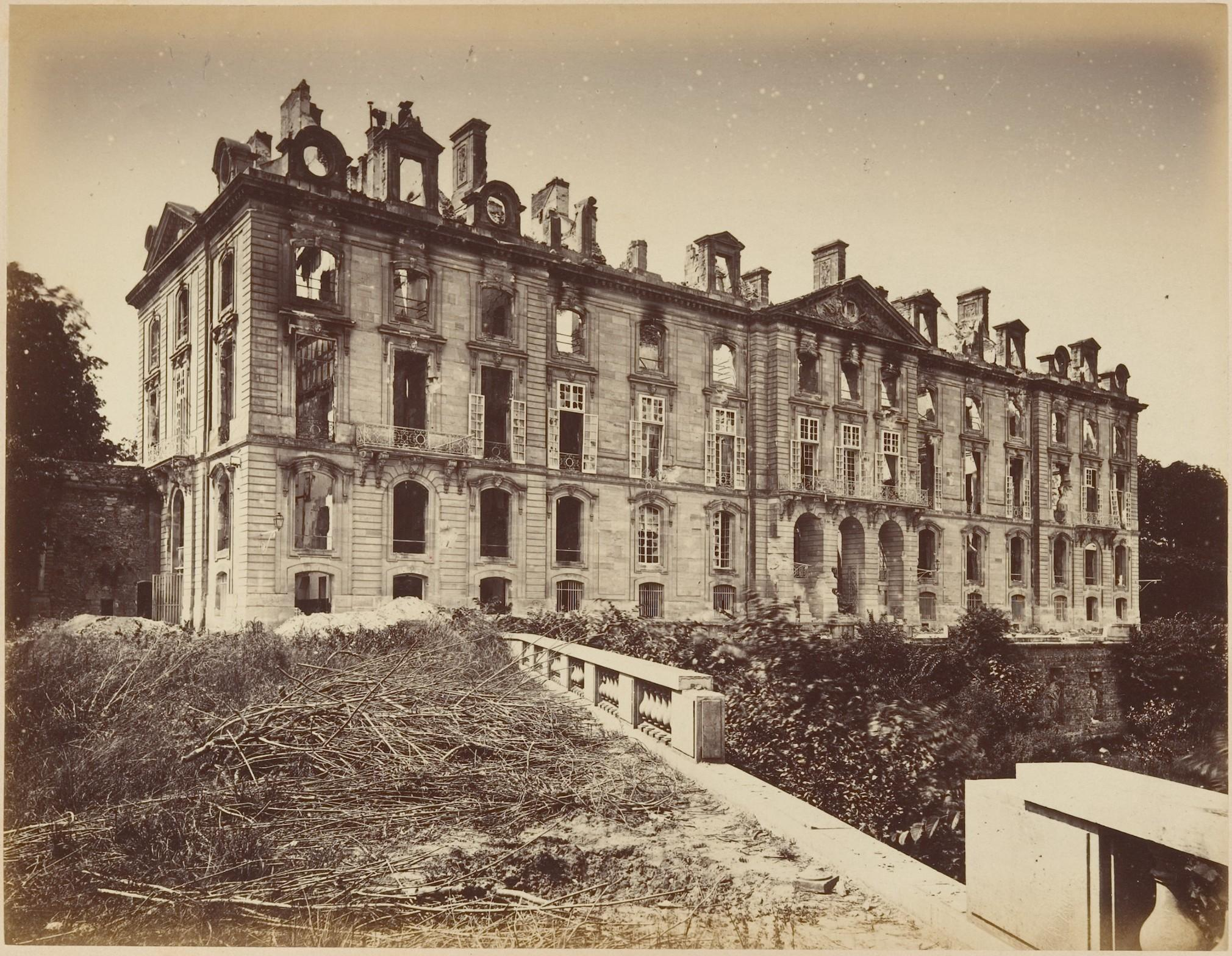
O palácio novo em 1871.

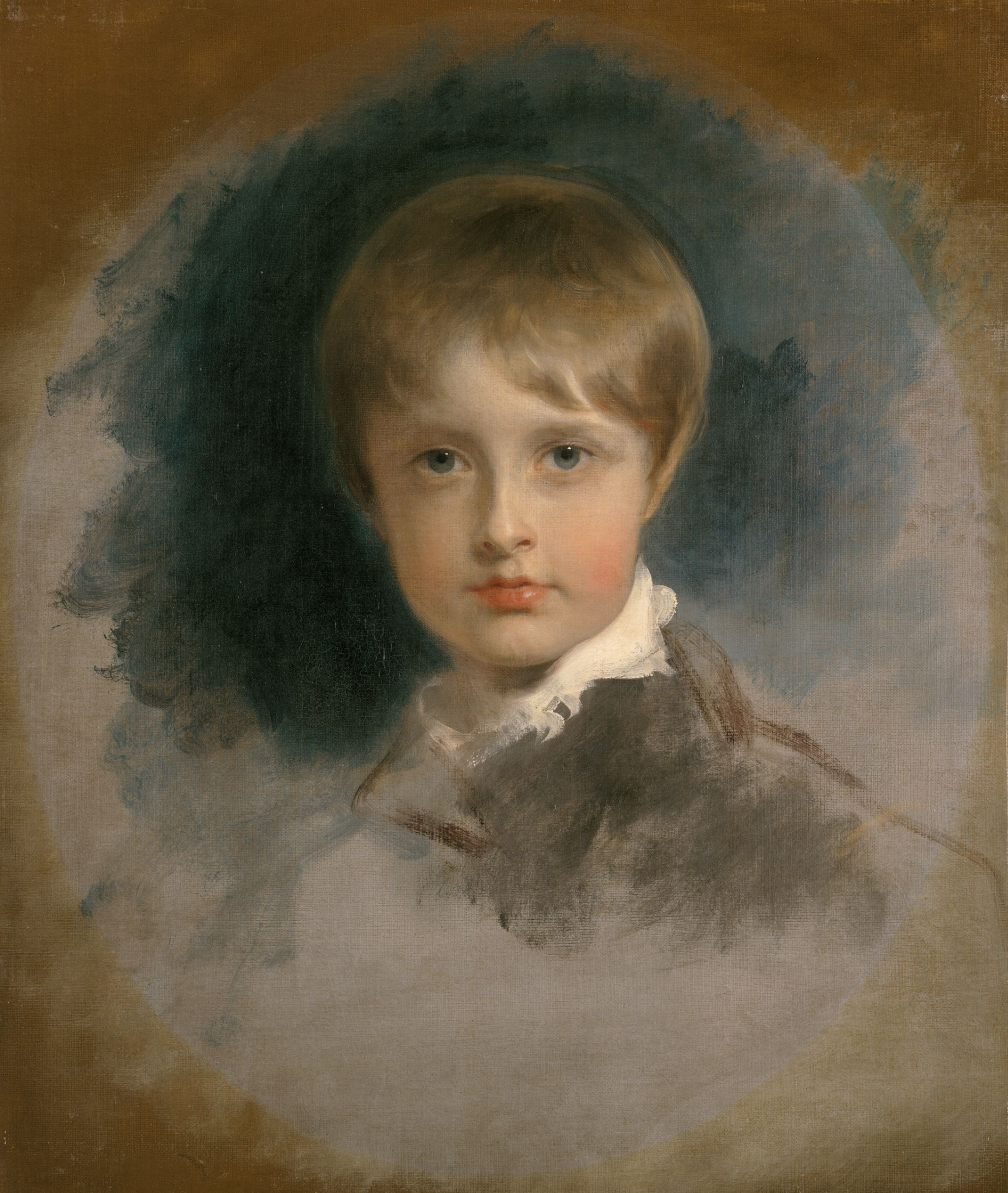
O Rei de Roma.

Depois da morte do Delfim, em 1711, o palácio foi abandonado. A Maria Luísa Isabel de Orleães, duquesa de Berry, filha do Regente, era proprietária do Castelo de Amboise, que ela desejava trocar pelo castelo de Meudon. Era então a primeira dama da corte francesa, prima e tia do jovem Luís XV de França. A 30 de Outubro de 1718, a duquesa obteve a troca do Amboise por Meudon e encarregou o governo do castelo ao seu amante favorito, Riom . A 2 de Novembro, ela veio a Meudon para escolher os apartamentos. A 24 de Março de 1719, o Filipe II, Duque d'Orleães foi jantar a Meudon com a sua amada filha, que estava então na iminência da parição . De 12 de Abril a 14 de Maio de 1719, a Duquesa de Berry, ainda a sofrendo do seu parto muito laborioso, convalesceu no seu castelo de Meudon. Morreu a 21 de Julho de 1719 no Castelo de la Muette, onde tinha sido transportada de Meudon. 
Luís XV preferia o Château de Bellevue, mandado construir por ele para a Madame de Pompadour. O palácio foi utilizado para o alojamento dos cortesãos. O parque foi negligenciado em proveito da reserva de caça. Os bosques foram destruídos e os lagos cobertos para facilitar a passagem das equipagens. O palácio foi destruído e pilhado em 1792. Em 1793 foi transformado pela Convenção em estabelecimento nacional para diferentes provas. Serviu então de fábrica de Aeróstatos. Foi instalada uma oficina de artilharia onde se procedia aos ensaios de granadas. Em 1795 um incêndio devastou o palácio velho. Este foi destruído em 1803 depois de terem sido recuperados os ornamentos reutilizáveis: as colunas de mármore serviram para o Arco do Triunfo do Carrousel e as colunas em pedra para a pequena rotunda do Luxemburgo. 
Em 1807, Napoleão I restaurou os jardins e mandou renovar os palácio novo. Em 1811 instalou aí o Rei de Roma. No entanto, com a queda do Primeiro Império o palácio foi novamente abandonado. Sobre um local estratégico, dominando Paris, foi instalado um batalhão de artilharia em 1870. O palácio seria queimado pelos prussianos em 1871. as suas ruínas foram confiadas ao astrónomo Pierre Janssen, em 1874, o qual construiu ali um observatório em 1877, juntamente com o arquitecto Constant Moyaux. Este seria ligado ao Observatório de Paris depois da Primeira Guerra Mundial.
Actualmente resta muito pouco do esplendor do palácio. Ainda se podem admirar, no entanto, a avenida do palácio traçada por Louvois, os corpos de guardas e as áreas de serviço do Grande Delfim, o canil de Louvois, o grande furo de Servien, a ninfa e a orangerie de Le Vaux, adivinhando-se o local dos jardins em terraço contrapostos ao observatório.